# Tobias S. Buckell

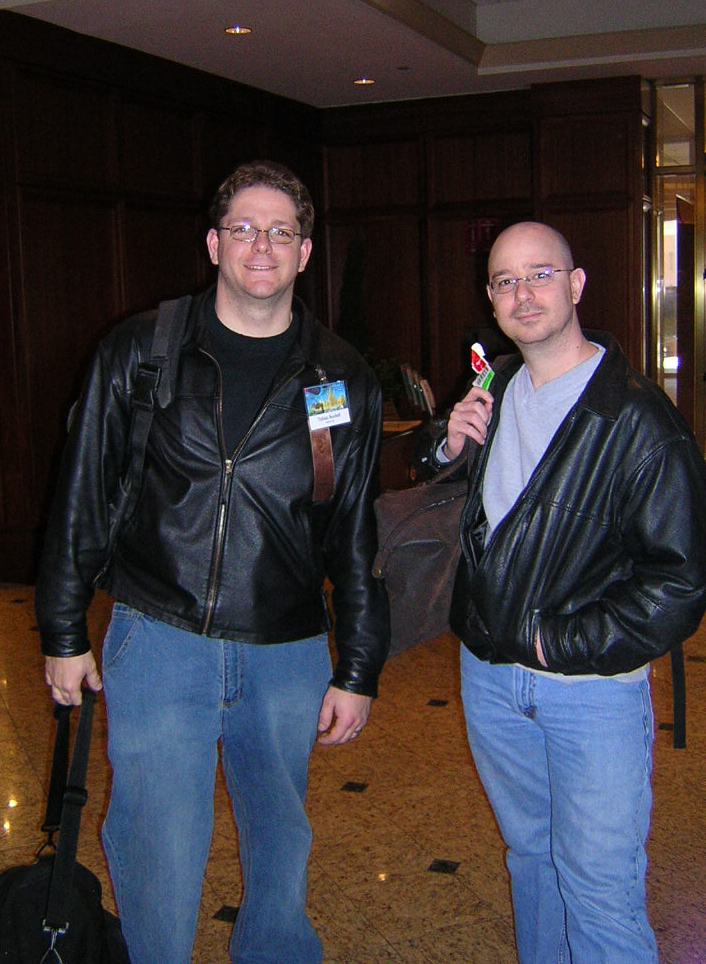
Tobias Buckell und John Scalzi

Tobias S. Buckell (* 2. Januar 1979 auf Grenada) ist ein Science-Fiction-Schriftsteller. Sein Roman Halo: Das Cole Protokoll, das auf die Spieleserie Halo basiert, schaffte es im Jahr 2008 in die Bestsellerliste der New York Times. Momentan lebt er in Bluffton, Ohio.

## Leben und Werk
Buckell wuchs auf einem Boot auf und übersiedelte in die Vereinigten Staaten. Buckell besuchte 1999 den Clarion Science Fiction Writers’ Workshop, einen von Robin Scott Wilson gegründeten Lehrgang für angehende Schriftsteller. Nicht lange nach Beendigung des Workshops verkaufte er seine erste Kurzgeschichte Fish Merchant an das Magazin Science Fiction Age für dessen März-Ausgabe 2000. Im Anschluss wurden seine nächsten Kurzgeschichten in einer Reihe von Anthologien veröffentlicht.
Seinen ersten Roman, Kristallregen, veröffentlichte er 2006. Sein zweiter Roman Streuner war für den Nebula Award 2007 nominiert. Die zusammen mit Paolo Bacigalupi verfasste Sammlung The Tangled Lands wurde 2019 mit dem World Fantasy Award ausgezeichnet.
2008 spendete er dem Department of Rare Books and Special Collections der Northern Illinois University seine Archive. Im selben Jahr wurde er als Autor des sechsten Teils der Halo-Reihe angekündigt, zu der er Halo: Das Cole Protokoll beitrug (benannt nach einem militärischen Protokoll, das verhindern soll, dem Gegner kritische Informationen wie zum Beispiel die Position der Erde zukommen zu lassen). Im Anschluss daran beteiligte er sich an der Kurzgeschichtensammlung Halo Evolutionen – Kurzgeschichten aus dem Halo-Universum, an dem unter anderem Karen Traviss und Eric Nylund mitarbeiteten.
Buckell leidet laut eigener Aussage unter Dyslexie.

## Auszeichnungen
- 2019 World Fantasy Award für The Tangled Lands als beste Sammlung

## Bibliografie
The Benevolent Satrapy / Xenowealth (Romanserie)
- 1 Crystal Rain (2006)
  - Deutsch: Kristallregen. Übersetzt von Axel Plantiko. Bastei Lübbe Science Fiction & Fantasy #23316, 2007, ISBN 978-3-404-23316-8.
- 2 Ragamuffin (2007)
  - Deutsch: Streuner. Übersetzt von Axel Plantiko. Bastei Lübbe Science Fiction & Fantasy #23321, 2008, ISBN 978-3-404-23321-2.
- 3 Sly Mongoose (2007)
  - Deutsch: Chilo. Übersetzt von Michael Kubiak. Bastei Lübbe Science Fiction & Fantasy #23327, 2008, ISBN 978-3-404-23327-4.
- 4 The Apocalypse Ocean (2012)
- Xenowealth (2015, Sammlung)

Halo
- 6 The Cole Protocol (2008)
  - Deutsch: Das Cole-Protokoll. Übersetzt von Claudia Kern. Panini Halo #6, 2009, ISBN 978-3-8332-1873-6.
- Dirt (2009, in: Evolutions: Essential Tales of the Halo Universe)
  - Deutsch: Dreck. Übersetzt von Claudia Kern. In: Frank O’Connor (Hrsg.): Evolutionen. Panini Halo, 2010, ISBN 978-3-8332-2125-5.
- Oasis (2016, in: Fractures: Extraordinary Tales from the Halo Canon)
- Envoy (2017)
  - Deutsch: Halo – die Gesandte. Übersetzt von Tobias Toneguzzo. Panini Books, Stuttgart 2017, ISBN 978-3-8332-3520-7.

Metatropolis (Kurzgeschichten)
- Stochasti-city (2008, in: John Scalzi (Hrsg.), Tobias S. Buckell, Elizabeth Bear, Jay Lake und Karl Schroeder: METAtropolis)
  - Deutsch: Raumschiff Detroit. In: John Scalzi (Hrsg.): Metatropolis. Heyne SF & F #52684, 2010, ISBN 978-3-453-52684-6.
- Byways (2010, in: Jay Lake und Ken Scholes (Hrsg.): METAtropolis: Cascadia)
- Tensegrity (2013, in: Jay Lake und Ken Scholes (Hrsg.): METAtropolis: Cascadia)

The Tangled Lands
- The Executioness (2010, in: Paolo Bacigalupi und Tobias S. Buckell: The Alchemist and The Executioness)
- The Seafarer (in: Subterranean, Spring 2013)
- The Blacksmith’s Daughter (2018, in: Paolo Bacigalupi und Tobias S. Buckell: The Tangled Lands)
- The Tangled Lands (Sammlung, 2018; mit Paolo Bacigalupi)

Arctic Rising (Romane)
- 1 Arctic Rising (2012)
- 2 Hurricane Fever (2014)

Einzelromane
- The Trove (2017)

Sammlungen
- Tides from the New Worlds (2009)
- Nascence: 17 Failed Stories and What They Taught Me (2011)
- Mitigated Futures (2012)

Kurzgeschichten
2000:
- The Fish Merchant (in: Science Fiction Age, March 2000)
- In Orbite Medievali (2000, in: Algis Budrys (Hrsg.): L. Ron Hubbard Presents Writers of the Future Volume XVI)
- Spurn Babylon (2000, in: Nalo Hopkinson (Hrsg.): Whispers from the Cotton Tree Root: Caribbean Fabulist Fiction)

2001:
- Trinkets (2001, in: James Lowder (Hrsg.): The Book of All Flesh)

2002:
- A Green Thumb (in: Analog Science Fiction and Fact, July-August 2002)
- Nord’s Gambit (2002, in: Amy Sterling Casil (Hrsg.): Switch.Blade: School’s Out)
- Waiting for the Zephyr (2002, in: Candas Jane Dorsey und Judy McCrosky (Hrsg.): Land/Space: An Anthology of Prairie Speculative Fiction)
- Tides (2002, in: Chris Clarke und Mikal Trimm (Hrsg.): Ideomancer Unbound)

2003:
- Death’s Dreadlocks (2003, in: Nalo Hopkinson (Hrsg.): Mojo: Conjure Stories)
- In the Heart of Kalikuata (2003, in: Mike Resnick (Hrsg.): Men Writing Science Fiction as Women)
- Four-Eyes (2003, in: Mike Resnick (Hrsg.): New Voices in Science Fiction)

2004:
- The Shackles of Freedom (2004, in: Martin H. Greenberg und Mark Tier (Hrsg.): Visions of Liberty; mit Mike Resnick)
- Necahual (2004, in: Uppinder Mehan und Nalo Hopkinson (Hrsg.): So Long Been Dreaming: Postcolonial Science Fiction & Fantasy)
- Aerophilia (2004, in: David Moles und Jay Lake (Hrsg.): All-Star Zeppelin Adventure Stories)

2005:
- Anakoinosis (2005, in: Mike Resnick (Hrsg.): I, Alien)
- Toy Planes (in: Nature, October 13, 2005)

2006:
- For Whom the Bellflower Tolls (Teil 17 des Gemeinschaftsromans The Omega Egg, 2006)
- The Last Twilight (2006, in: Eric T. Reynolds (Hrsg.): Golden Age SF: Tales of a Bygone Future)
- Her (2006, in: Escape Pod, EP069)
- The Duel (in: Electric Velocipede, Issue #11, Fall 2006)
- Smooth Talking (2006, in: Escape Pod, EP084)
- Shoah Sry (2006, in: Subterranean, Issue #4; mit Ilsa J. Bick)
- The Silver Streak (2006, in: Mike Resnick (Hrsg.): Space Cadets)

2007:
- Io, Robot (2007, in: Eric T. Reynolds (Hrsg.): Visual Journeys: A Tribute to Space Artists)

2008:
- Manumission (in: Jim Baen’s Universe, April 2008)
- The People’s Machine (2008, in: Lou Anders (Hrsg.): Sideways in Crime)
- Resistance (2008, in: John Joseph Adams (Hrsg.): Seeds of Change)
- Mitigation (2008, in: Lou Anders (Hrsg.): Fast Forward 2; mit Karl Schroeder)
- Kisses (Audio-Download, 2008, in: The Drabblecast, #61)

2009:
- Placa del Fuego (in: Clarkesworld Magazine, July 2009)
- All Her Children Fought (2009, in: Tobias S. Buckell: Tides from the New Worlds)
- Something in the Rock (2009, in: Tobias S. Buckell: Tides from the New Worlds)

2010:
- A Jar of Goodwill (in: Clarkesworld Magazine, May 2010)
- The Eve of the Fall of Habesh (2010, in: Patrick St-Denis (Hrsg.): Speculative Horizons)
- Raumschiff Detroit. Übersetzt von Bernhard Kempen. In: John Scalzi (Hrsg.): Metatropolis. Heyne SF & F #52684, 2010, ISBN 978-3-453-52684-6.

2011:
- The Universe Reef (in: Nature, May 12, 2011)
- The Fall of Alacan (in: Subterranean Online, Spring 2011)
- Love Comes to Abyssal City (2011, in: Jean Rabe und Martin H. Greenberg (Hrsg.): Hot and Steamy: Tales of Steampunk Romance)
- Mirror, Mirror (in: Subterranean Online, Summer 2011)
- Lonely Islands (2011, in: Stephen Cass (Hrsg.): TRSF: The Best New Science Fiction)
- A Militant Peace (in: Clarkesworld Magazine, #62 November 2011; mit David Klecha)

2012:
- A Tinker of Warhoon (2012, in: StarShipSofa, No 227)
- Press Enter to Execute (in: Fireside, Issue 1, Spring 2012)
- Jungle Walkers (2012, in: John Joseph Adams (Hrsg.): Armored; mit David Klecha)
- A Game of Rats and Dragon (2012, in: Tobias S. Buckell: Mitigated Futures)
- The Rainy Season (2012, in: Tobias S. Buckell: Mitigated Futures)
- The Found Girl (in: Clarkesworld Magazine, #72 September 2012; mit David Klecha)
- The Rydr Express (2012, in: Robin D. Laws (Hrsg.): The New Hero: Volume 2)

2013:
- A Pressure of Shadows (2013, in: Robin D. Laws (Hrsg.): Schemers: Betrayal Knows No Boundaries)

2014:
- System Reset (2014, in: John Joseph Adams und Hugh Howey (Hrsg.): The End Is Nigh)
- Sundown (2014, in: John Joseph Adams (Hrsg.): Dead Man’s Hand: An Anthology of the Weird West)
- Ambassador to the Dinosaurs (2014, in: William Schafer und Gardner Dozois (Hrsg.): The Book of Silverberg: Stories in Honor of Robert Silverberg)
- Fund Taphognosis Industries (2014, in: John Joseph Adams (Hrsg.): Help Fund My Robot Army!!! and Other Improbable Crowdfunding Projects)
- A Cold Heart (2014, in: Neil Clarke (Hrsg.): Upgraded)

2015:
- Rules of Enchantment (2015, in: John Joseph Adams (Hrsg.): Operation Arcana; mit David Klecha)
- Pale Blue Memories (2015, in: Gardner Dozois und George R. R. Martin (Hrsg.): Old Venus)
- The Loa (2015, in: Tobias S. Buckell: Xenowealth)
- Ratcatcher (2015, in: Tobias S. Buckell: Xenowealth)

2016:
- The Mighty Slinger (2016, in: Jonathan Strahan (Hrsg.): Bridging Infinity; mit Karen Lord)

2017:
- Zen and the Art of Starship Maintenance (2017, in: John Joseph Adams (Hrsg.): Cosmic Powers)
- High Awareness (2017, in: Michael G. Bennett, Joey Eschrich und Ed Finn (Hrsg.): Overview: Stories in the Stratosphere; mit David Brin)
- Shoggoths in Traffic (in: Lightspeed, September 2017)

2018:
- A World to Die For (in: Clarkesworld, Issue 136, January 2018)
- Sunset (in: Lightspeed, May 2018)
- A Different Kind of Place (in: Apex Magazine, June 2018)

2019:
- The Blindfold (2019, in: Victor LaValle und John Joseph Adams (Hrsg.): A People’s Future of the United States)
- The Galactic Tourist Industrial Complex (2019, in: Nisi Shawl (Hrsg.): New Suns: Original Speculative Fiction by People of Color)
- Apocalypse Considered Through a Helix of Semiprecious Foods and Recipes (in: The Magazine of Fantasy & Science Fiction, May/June 2019)
- By the Warmth of Their Calculus (2019, in: Jonathan Strahan (Hrsg.): Mission Critical)

Anthologien
- Diverse Energies (2012; mit Joe Monti)

Sachliteratur
- It’s All Just a Draft (2019)